# William Togui
William Mel Togui (ur. 7 sierpnia 1996 w Lakocie) – iworyjski piłkarz występujący na pozycji napastnika w klubie Espérance Tunis, do którego jest wypożyczony z KV Mechelen. Reprezentant kraju.

## Kariera klubowa
W latach 2013–2014 grał w drużynie Espoir Koumassi.
1 sierpnia 2014 został zawodnikiem Difaâ El Jadida. W El Jadidzie zadebiutował 21 września 2014 w meczu przeciwko Moghrebowi Tétouan (5:1). Pierwsze bramki strzelił 1 listopada 2014 w meczu z Olympic Safi (3:0). Łącznie w tym klubie rozegrał 9 meczów i dwa razy trafił do siatki.
29 sierpnia 2015 przeszedł do Ittihadu Khémisset. W 2017 występował w Rapide Oued Zem.
1 lipca 2017 wrócił do ojczyzny, dokładniej do SC Gagnoa. W tym klubie 23 razy pokonał bramkarza przeciwników i zajął drugie miejsce w iworyjskiej ekstraklasie.
1 lipca 2018 za kwotę 250 tysięcy euro trafił do KV Mechelen. Debiut zaliczył 17 sierpnia 2018 w meczu przeciwko Lommel SK (1:2). Pierwszego gola strzelił 5 października 2018 w meczu z OH Leuven (3:0). W 2019 wygrał z tym klubem Puchar Belgii i Eerste klasse B.
1 lutego 2021 został wypożyczony do Espérance Tunis. Zadebiutował 13 lutego 2021 w meczu z Teungueth FC (2:1). Cztery dni później strzelił pierwszego gola w meczu z JS Kairouanaise (0:3). Do bramki dołożył także asystę. W sezonie 2020/2021 został mistrzem Tunezji. Do 3 czerwca 2021 w klubie ze stolicy rozegrał 16 meczów (9 ligowych), strzelił 4 gole (3 ligowe) i raz asystował.

## Kariera reprezentacyjna
W reprezentacji Wybrzeża Kości Słoniowej zagrał po raz pierwszy 14 stycznia 2018 w meczu z reprezentacją Namibii (0:1). Łącznie w kadrze rozegrał 5 meczów.

## Statystyki

### Klubowe
Stan na 3 czerwca 2021
| Sezon   | Klub              | Kraj                     | Rozgrywki              | Mecze | Bramki |
| ------- | ----------------- | ------------------------ | ---------------------- | ----- | ------ |
| 2013/14 | Espoir Koumassi   | Wybrzeże Kości Słoniowej | Championnat Division 3 | ?     | ?      |
| 2014/15 | Difaâ El Jadida   | Maroko                   | GNF 1                  | 9     | 2      |
| 2015/16 | Ittihad Khémisset | Maroko                   | GNF 2                  | ?     | ?      |
| 2016/17 | Ittihad Khémisset | Maroko                   | GNF 2                  | ?     | ?      |
| 2016/17 | Rapide Oued Zem   | Maroko                   | GNF 2                  | ?     | ?      |
| 2017/18 | SC Gagnoa         | Wybrzeże Kości Słoniowej | Ligue 1 MTN            | ?     | 23     |
| 2018/19 | KV Mechelen       | Belgia                   | Eerste klasse B        | 19    | 4      |
| 2019/20 | KV Mechelen       | Belgia                   | Eerste klasse A        | 26    | 9      |
| 2020/21 | KV Mechelen       | Belgia                   | Eerste klasse A        | 14    | 1      |
| 2020/21 | Espérance Tunis   | Tunezja                  | CLP-1                  | 9     | 3      |